# Ingrid Martínez Asturias
Ingrid Martínez Asturias (Barcelona, 28 de setembre de 1984) és una jugadora d'hoquei sobre patins en línia catalana.
Davantera, competí amb el Club Hoquei Línia Jujol (2006-2010), amb el qual aconseguí tres Lligues catalanes (2006, 2007, 2008), un Campionat d'Espanya (2006), tres Lligues Èlite (2006-07, 2007-08, 2008-09) i una Copa de la Reina (2009). Posteriorment, jugà amb el Hoquei Club Rubí Cent Patins (2010-12). Internacional amb la selecció espanyola d'hoquei sobre patins en línia entre 2006 i 2012, participà a set Campionats del Món, destacant la medalla de bronze aconseguida el 2012. Amb la selecció catalana competí a dos World Cup (2004, 2005).